# Hajdúdorog
Hajdúdorog is een plaats (város) en gemeente in het Hongaarse comitaat Hajdú-Bihar. Hajdúdorog telt 9640 inwoners (2001).